# Dario Sanguin
Dario Sanguin (Selvazzano Dentro, 6 dicembre 1957) è un ex calciatore italiano, di ruolo centrocampista.

## Caratteriste tecniche
Centrocampista di rendimento e senso del gol con particolare attitudine ai tiri da fuori.

## Carriera

Sanguin (a sinistra) in maglia cesenate nel 1988, alle prese con il sampdoriano Salsano.

Sanguin cresce nel settore giovanile del Padova, la squadra che lo lancia nel calcio professionistico a 18 anni ottenendo la convocazione nella Lega Nazionale Serie C Under-21.
Una parentesi di un anno al Lanerossi Vicenza e poi il salto in una grande piazza come quella Lazio con la speranza di debuttare in Serie A, spentasi però a causa della retrocessione del club biancoceleste per lo scandalo del Totonero. L'interno veneto deve così attendere il 1987 per poter approdare nella massima serie, nelle file del Cesena.
Nella Serie A 1987-1988, al termine del primo tempo della partita Juventus-Cesena, Sanguin, mentre rientrava negli spogliatoi, rimase stordito dallo scoppio di un petardo proveniente dalla curva piemontese: il giocatore non poté così disputare il secondo tempo della partita, gara che si concluse con la vittoria dei padroni di casa per 2-1; a seguito del reclamo della società romagnola il giudice sportivo inflisse ai torinesi la sconfitta a tavolino per 0-2 per «responsabilità oggettiva».
Dopo un campionato nella massima serie, scende di categoria giocando con Modena, Rimini, Trento e infine Fano dove conclude la carriera.